# Grupa Tkacka 10 x TAK
Grupa Tkacka 10 x TAK – założona w 1972 we Wrocławiu przez grupę plastyków pod przewodnictwem Ewy Poradowskiej-Werszler. Zrzesza plastyków zainteresowanych tkaniną artystyczną. Grupa zapoczątkowała w 1974 plenery-sympozja tkackie przy Fabryce Dywanów w Kowarach z pomocą dyrekcji zakładu. Plenery początkowo polskie, przekształciły się w międzynarodowe z organizacją wystaw poplenerowych. Ich miejscem spotkań we Wrocławiu jest Galeria Tkacka Na Jatkach. 
Grupa przez wiele lat swojego istnienia wspiera młodych twórców pomagając im w nauce różnych technik tkackich, poznaniu struktury włókna i cech różnych tkanin, oraz w organizowaniu wystaw.